# NGC 3320
NGC 3320 ist eine Balken-Spiralgalaxie vom Hubble-Typ SBc im Sternbild Großer Bär. Sie ist schätzungsweise 106 Millionen Lichtjahre von der Milchstraße entfernt und hat einen Durchmesser von etwa 65.000 Lj.
Das Objekt wurde am 1. April 1788 von Wilhelm Herschel entdeckt.